# Punes flygplats
Punes flygplats (engelska: Lohegaon Airport) är en flygplats i Indien.   Den ligger i distriktet Pune och delstaten Maharashtra, i den sydvästra delen av landet, 1 200 km söder om huvudstaden New Delhi. Punes flygplats ligger 592 meter över havet.
Terrängen runt Punes flygplats är platt. Runt Punes flygplats är det mycket tätbefolkat, med 8 342 invånare per kvadratkilometer. Närmaste större samhälle är Pune, 9,7 km sydväst om Punes flygplats. Runt Punes flygplats är det i huvudsak tätbebyggt.